# Al-Hadżib (Afrin)
Al-Hadżib (arab. ‏الحاجب‎) – wieś w Syrii, w muhafazie muhafazie Aleppo. W 2004 roku liczyła 126 mieszkańców.